# Gaius Rutilius Gallicus
Quintus Iulius Cordinus Gaius Rutilius Gallicus (* um 24/25; † um 91/92) war ein römischer Senator des 1. Jahrhunderts.
Er entstammte der Familie der Rutilii aus Augusta Taurinorum, dem heutigen Turin. Vermutlich als zweiter aus seiner Familie trat er die senatorische Ämterlaufbahn (cursus honorum) an. Nach dem Militärtribunat in der Legio XIII Gemina und der Quästur wurde er etwa 52/53 kurulischer Ädil. Noch unter Claudius war er anschließend Legat der Legio XV Apollinaris, die in Carnuntum stationiert war. Während der Herrschaft Neros wurde er Prätor, Statthalter der Provinz Galatien (in dieser Eigenschaft nahm er am Feldzug Gnaeus Domitius Corbulos in Armenien teil) und, wahrscheinlich 82/83–83/84, Prokonsul der Provinz Asia.
Wohl im Jahr 71 oder 72 bekleidete Rutilius sein erstes Konsulat als Suffektkonsul. Als Sonderbeauftragter des Kaisers Vespasian ging er 73/74 in die Provinz Africa, um Steuererhöhungen durchzusetzen und Grenzen neu festzulegen. Nach dem Konsulat, aber vor dem Jahr 78, wurde er von einem Quintus Iulius Cordus adoptiert und fügte seinem Namen die Bestandteile Quintus Iulius Cordinus hinzu. Im Jahr 78 ist er als Statthalter des niedergermanischen Heeresbezirks belegt. Als solcher war er hier aber schon vorher tätig, da er die in den Bataveraufstand verwickelte brukterische Seherin Veleda im Jahr 77 gefangen nehmen konnte. Letzte bekannte Stationen seiner Laufbahn waren die Stadtpräfektur ab etwa 84 und ein zweites Suffektkonsulat im Jahr 85. Wohl vor dem Jahr 92 starb er nach längerer Krankheit.
Der Dichter Statius widmete Rutilius Gallicus das vierte Gedicht im ersten Buch seiner Silvae. Seit dem Jahr 68 war Rutilius sodalis Augustalis, seit etwa 70 Pontifex. Er war mit Minica Paetina verheiratet.